# Kitewing

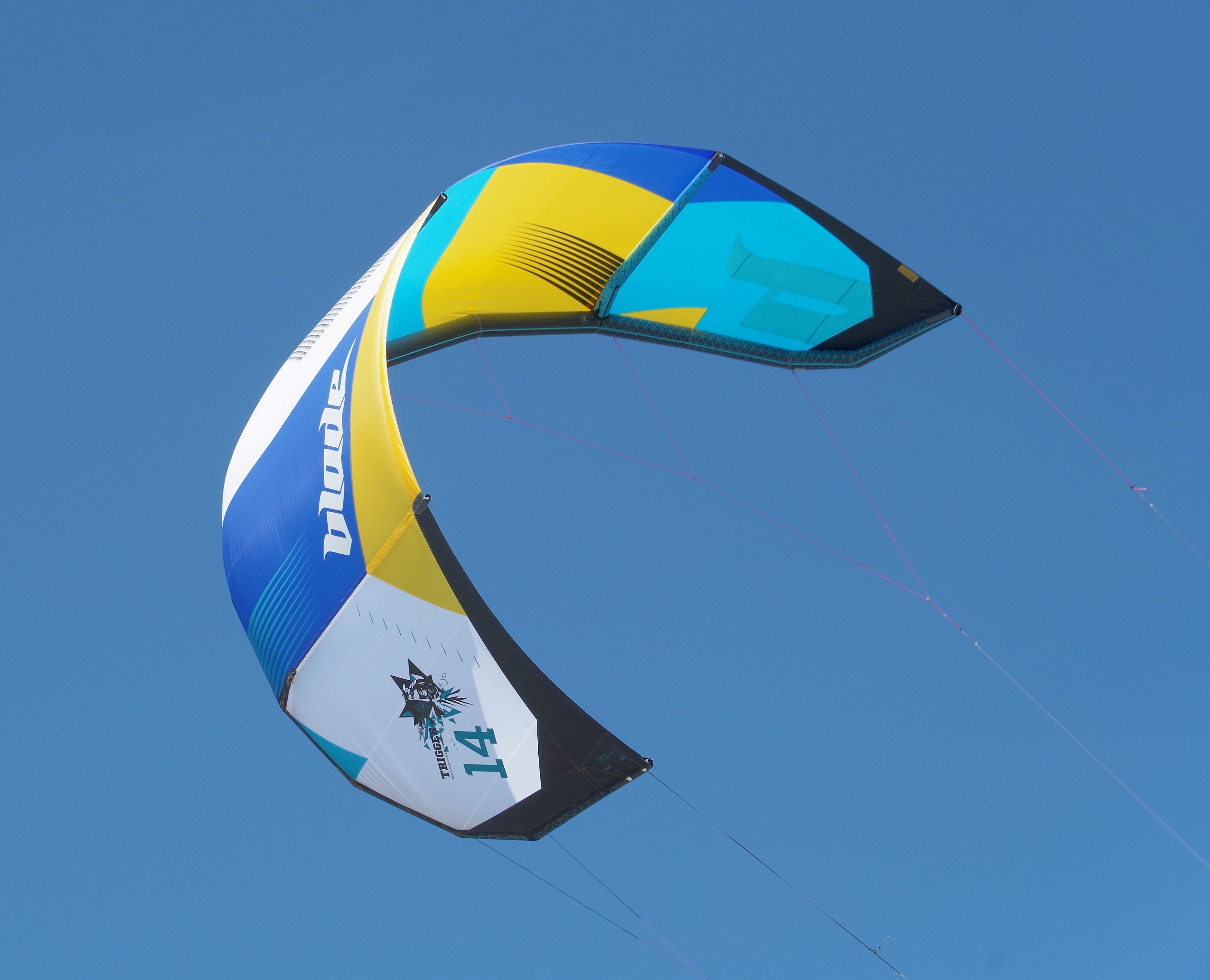
Exemple de Kitewing

Un kitewing est une voile en forme d’aile qui, ne nécessitant pas de mât, se porte à bout de bras.  La puissance générée par le vent permet l’utilisation sur différents véhicules et surfaces :
- Kitesurf (sur l'eau)
- Snowboard (sur la neige ou la glace) ,
- Patin à glace (sur la glace)
- Roller  (sur le bitume ou asphalte)
- Mountainboard  (sur le bitume, l’herbe ou la terre battue)
- Char à voile  (sur le bitume, l’herbe ou la terre battue)
- Dirtsurfer (sur le sable bien tassé, l’herbe, l’asphalte ou la terre battue)
- Flexboardz (sur le sable bien tassé, l’herbe, l’asphalte ou la terre battue)
- Skis (sur la neige ou la glace),

## Histoire
Originellement baptisé BirdSail, le kitwing a été breveté en 1982 par un Breton, Roland le Bail. La voile ressemble à une petite aile delta, faite dans des matériaux similaires à ceux des voiles de planche à voile. L'avantage de cette aile réside dans le fait qu'on peut l'utiliser sur une très grande variété de surfaces : sur mer ou lac en planche ou sur un lac gelé avec des patins, sur une route goudronnée en roller ou en skate, sur une surface enneigée en ski ou en snowboard, ou même sur une plage en mountainboard ou en dirtsurfer.
Elle est à l'époque décrite comme étant "une nouvelle voile pour planche a voile, skis de neige, patins a glace et a roulettes et plus généralement tous sports de glisse. La voile à profil convexe stable en forme d'ailes de goéland est constituée d'un tissu en secteur de cercle muni de deux fenêtres transparentes et tendu sur une armature en alliage léger comprenant deux tubes de bordure emboîtés dans un tube frontal courbe, un tube central légèrement cintre servant a former un 'V' par l'action des deux tubes d'étarquage sur la liaison et, un tube de soutien courbe. La voile est tendue a l'aide de 'Velcro' en bouts d'aile et par des lattes pré-cambrées maintenues elles aussi par du 'Velcro'. La voile ne présentant qu'un seul cote au vent peut être construite en matériaux rigides afin d'en augmenter encore le rendement aérodynamique."
Cependant, la voile n'eut pas, à l'époque, le succès escompté. En 1987 un finlandais fabrique une aile similaire qu'il nomme "Skimbat" qui connaîtra un certain succès dans les pays nordiques.
La différence entre un Kitewing et les cerfs-volants de traction est que Kitewing n'a pas le système de commande séparé (voir les systèmes de commande de cerf-volant). Au lieu de cela, un Kitewing est tenu directement dans les mains ce qui fournit une plus grande maniabilité, stabilité et est entièrement « depower » comparé à un cerf-volant de puissance traditionnel. En outre un Kitewing n'a pas de lignes qui peuvent s’emmêler  et peut être manœuvré facilement pour exécuter une grande variété d’acrobaties, de sauts et d’atteindre de grande vitesse.
Ce contrôle supérieur rend également un Kitewing plus sûr à employer. Le « depower » instantané réduit le risque de perte de contrôle lors de fortes rafales de vent. La proximité de l’aile rend l’activité plus sécuritaire pour l’utilisateur et permet de pratiquer ce sport même lorsque l'espace est restreint. Le risque d’endommager l’aile est réduit.
L'apprentissage du Kitewing est facile et sûr. Pour apprendre la base, il suffit d’un petit espace pour permettre de se familiariser rapidement avec l’aile.
Le Kitewing est un sport très spectaculaire et qui connait une croissance rapide. Dans des conditions de vent adéquates, un Kitewing peut atteindre des vitesses de plus de 90 km/h. Quelques pilotes très expérimentés peuvent exécuter des sauts jusqu'à 500 mètres ou exécuter d'autres manœuvres avancées.